# Point Calimere
Point Calimere är en udde i Indien.   Den ligger i distriktet Nagapattinam och delstaten Tamil Nadu, i den södra delen av landet, 2 100 km söder om huvudstaden New Delhi.
Terrängen inåt land är mycket platt. Havet är nära Point Calimere åt sydost.  Närmaste större samhälle är Vedaraniyam, 8,8 km norr om Point Calimere.